# Salvador Palafox
Salvador Palafox (1888, Autlán, Jalisco, México), fue un futbolista mexicano que jugaba en la posición de delantero. Jugó toda su carrera para el Club Deportivo Guadalajara, participando únicamente en la Liga Amateur de Jalisco y siendo campeón goleador en la temporada 1910-11.
Salvador Palafox fue la cabeza de una de las familias más importantes en los inicios del Club Deportivo Guadalajara, gran parte de sus miembros representaron a la institución por más de 5 décadas. Si bien Salvador inició su carrera jugando fútbol, después de 1917 se dedicó de lleno a jugar tenis, deporte que practicó hasta sus últimos días.
Se casó con María Elena Navarro el 11 de septiembre de 1916, y fruto de esta relación llegaron sus hijos Jorge, Fernando, Gustavo, Dolores y Teresa, quienes vistieron los colores rojiblancos en torneos de tenis, siendo Gustavo y Lola los que más destacaron.